# Academia Israeliană de Științe Reale și Umaniste

Logo-ul Academiei Naționale Israeliene de Științe

Academia Israeliană de Științe Reale și Umaniste (în original - Academia Națională de Stiinte, în ebraică האקדמיה הלאומית הישראלית למדעים Haakademya Haleumit Haisr'elit lemadaím) este academia națională de științe reale și științe umaniste a Israelului, cu sediul la Ierusalim. A fost înființată în 1961 pentru a promova contactul între oamenii de știință din Israel, pentru a consilia guvernul în proiecte de cercetare de importanță națională, precum și pentru a promova excelența în stiințe. Academia cuprinde 102 de oameni de știință 
Sediul Academiei se află în apropierea reședinței oficiale a Președintelui Israelului și a sediului Consiliului pentru Învățământul Superior din Israel, în Piața Albert Einstein din Ierusalim.

## Legături externe

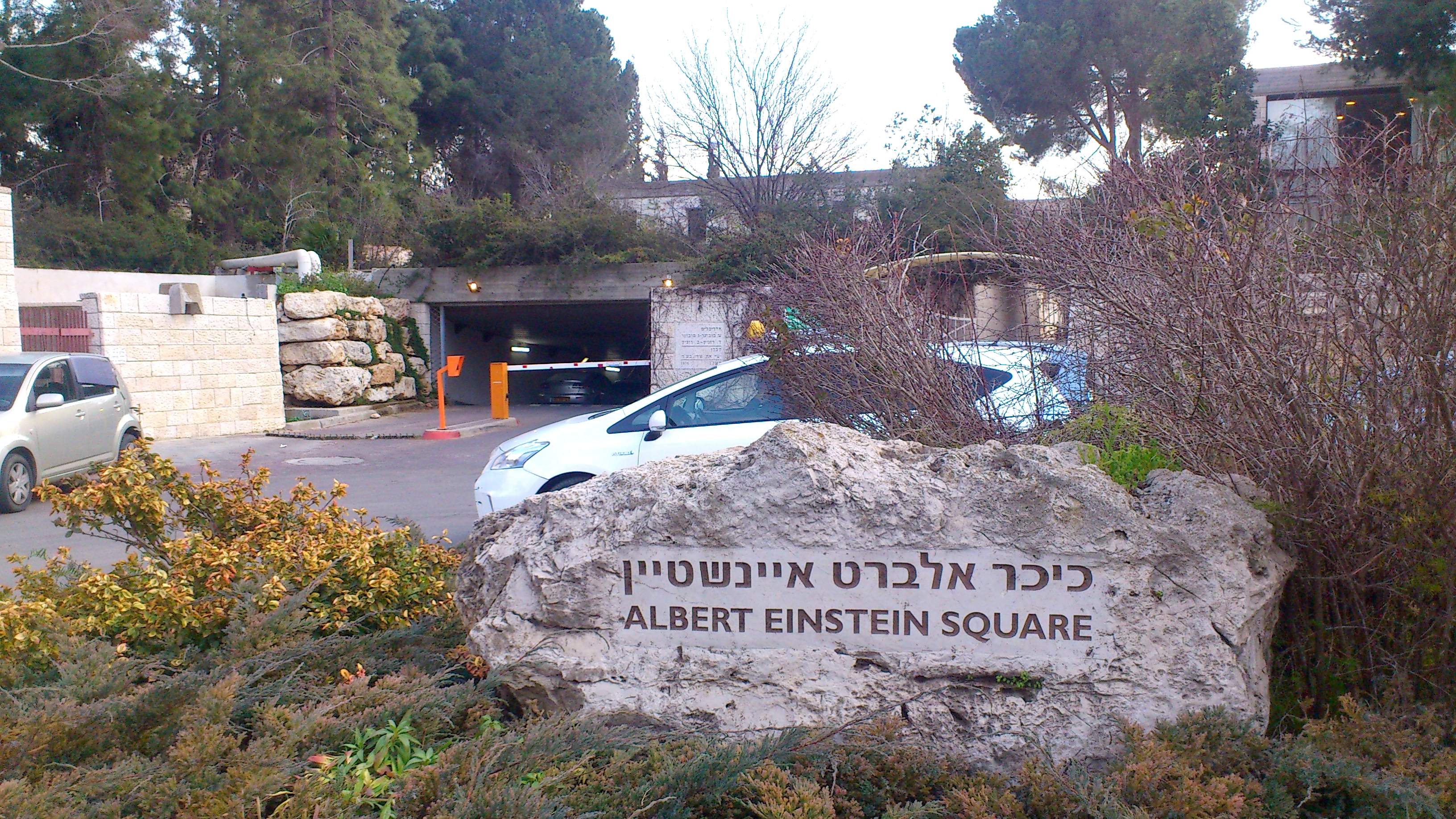
Intrarea

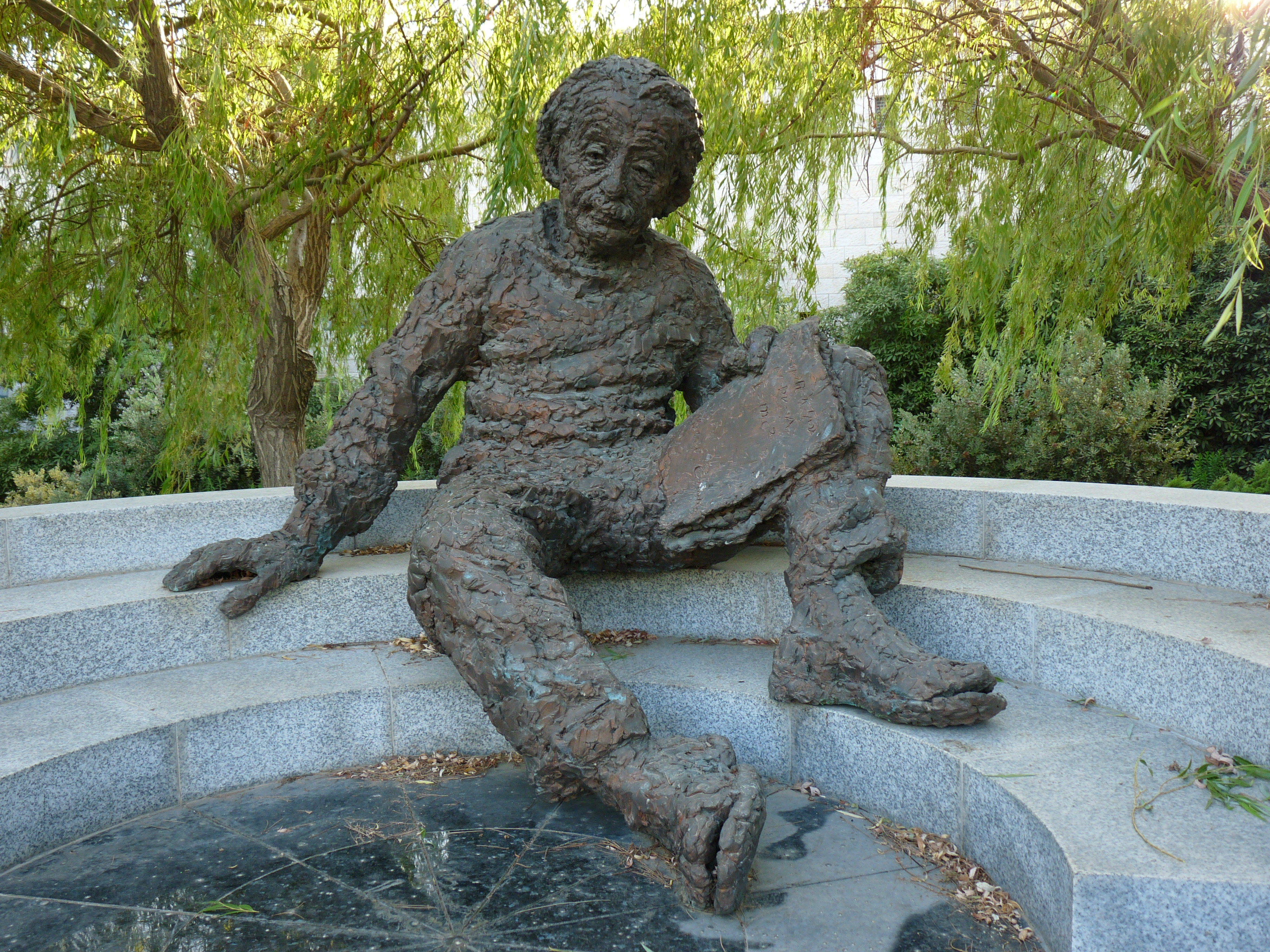
Statuia lui Albert Einstein de Robert Berks, replica celei plasate din 1979 la Academia Natională de Științe a Statelor Unite la Washington,DC